# Anna Majmieskułow
Anna Majmieskułow (ur. 15 stycznia 1947, zm. 22 października 2024) – polska rusycystka, literaturoznawczyni i tłumaczka, doktor habilitowany nauk humanistycznych, profesor UKW.

## Życiorys
W 1972 ukończyła studia filologii rosyjskiej na Uniwersytecie Jagiellońskim, w 1981 doktoryzowała się, w 1996 habilitowała się za pracę pt. 'Pieriediełkino' B. Pasternaka (analiza cyklu). Była pracownikiem naukowym na Uniwersytecie Kazimierza Wielkiego w Bydgoszczy.

## Odznaczenia
- Złoty Krzyż Zasługi (2001)[5]